# Zaganos Paixà

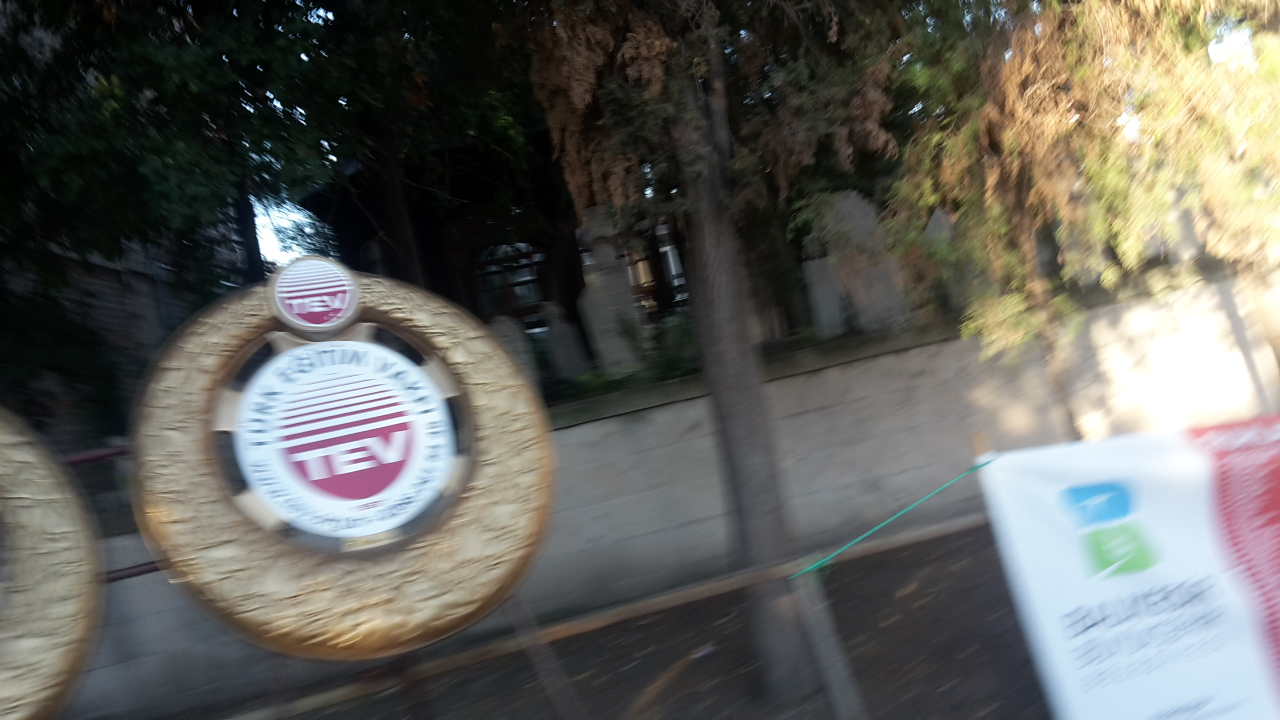
Turbe do Zaganos Paixà

Zaganos Paixà (o Zaghanos Mehmed Paixà) fou un general i gran visir otomà.
Era d'origen esclau albanès o grec. Es va casar amb una filla de Murat II i fou el sogre del sultà Mehmet II que es va casar amb una filla seva. D'aquest darrer fou preceptor i conseller, al costat del segon visir Xihab al-Din Paixà. Va participar en el setge de Constantinoble del 1451 al 1453 i en aquesta data, quan ja estava a punt d'aixecar el setge per una possible intervenció occidental, el va persuadir de continuar. Després de la conquesta el gran visir Çandarli Halil Paixà (Djandarli Khalil Paixà, 1443-1453) fou executat (1 de juny de 1453) i el va succeir Zaganos Mehmed Paixà. Va obrir la tradició que els principals càrrecs estaven en mans d'esclaus dels sultans. Va participar de manera destacada a la construcció de Rumeli Hisari a la part europea del Bósfor.
El gran visir i el seu segon Xihab al-Din foren destituïts el 1456 i Zaganos enviat a l'exili a Anatòlia, i Mahmut Paixà Angelovitx va pujar a beglerbey de Rumèlia quan el seu oncle Karadja Beg (que tenia aquest càrrec) va morir al setge de Belgrad; fou també temporalment kadi asker mentre el titular Ali Efendi feia el pelegrinatge; pels seus èxits al setge de Belgrad se'l va nomenar visir sent a la vegada gran visir i beglerbey de Rumèlia vers 1456. Zaganos no va trigar a recuperar el favor del sultà sent nomenat governador de Gal·lípoli i després de Tessàlia i de Morea (els tres càrrecs entre 1457 i 1463).
El 1459 fou nomenat Kapudian-i derya al lloc d'Ismail Paixà i al front de les seves naus va atacar Samotràcia, Tasos i a partir de la primavera del 1460 va prendre part a la conquesta del despotat de Morea, Àtica i Beòcia; el darrer duc florentí d'Àtica Francesc II Acciaiuoli fou executat a Tebes el 1460. Les atrocitats comeses a Morea haurien provocat el seu cessament segons Chalcocondyles. El 1463 fou nomenat comandant en cap de l'exèrcit i segurament governador de Macedònia i va incloure al seu harem a Anna, filla del darrer emperador romà d'Orient de Trebisonda a la que va forçar a convertir-se a l'Islam.
Va morir vers el 1464.